# Janssen (entreprise)
Pour les articles homonymes, voir Janssen.
Janssen est une entreprise pharmaceutique belge, filiale de Johnson & Johnson, basée à Beerse dans la province d’Anvers.
La compagnie a été fondée en 1953 par le docteur Paul Janssen pour faire de la recherche pharmacologique afin de créer des médicaments améliorant la qualité de vie. En 1961, elle a été rachetée par Johnson & Johnson.

## Recherche

### Vaccin contre la Covid-19
Le laboratoire Janssen a mené les essais cliniques du candidat-vaccin contre la Covid-19, de sa maison-mère Johnson & Johnson. C'est un vaccin à une dose basé sur un adénovirus humain, dont la dénomination est « Ad26.COV2.S ». Les résultats de phase 3 ont été publiés le 29 janvier 2021 : 66 % d'efficacité globale, variant de 57 % à 72 % selon les régions, 28 jours après la vaccination,.

## Autres Domaines de Recherche
Outre son engagement dans la lutte contre la pandémie de COVID-19, Janssen est également impliqué dans la recherche et le développement de médicaments dans divers autres domaines thérapeutiques. L'entreprise a une histoire de découverte et de développement de médicaments novateurs dans des domaines tels que l'oncologie, les maladies infectieuses, les troubles neurologiques, les maladies cardiovasculaires et bien d'autres[réf. nécessaire].
Janssen a établi une solide réputation en matière de recherche et de développement pharmaceutique, avec un accent sur l'innovation et la recherche de solutions pour répondre aux besoins médicaux non satisfaits[réf. nécessaire].

## Engagement envers la Santé Mondiale
En plus de ses activités de recherche et de développement, Janssen s'engage activement en faveur de la santé mondiale. L'entreprise collabore avec diverses organisations et partenaires pour lutter contre les maladies tropicales négligées, améliorer l'accès aux soins de santé dans les pays en développement et promouvoir la santé maternelle et infantile[réf. nécessaire].
L'entreprise participe également à des initiatives visant à renforcer les systèmes de santé mondiaux et à promouvoir la recherche clinique dans les régions défavorisées[réf. nécessaire].

## Innovation et Technologie
Janssen continue d'investir dans l'innovation et la technologie pour accélérer le processus de découverte de médicaments et améliorer la compréhension des maladies. L'entreprise utilise des approches avancées telles que la recherche génomique, la biologie structurale, la modélisation moléculaire et la biologie computationnelle pour identifier de nouvelles cibles thérapeutiques et développer des médicaments plus efficaces[réf. nécessaire].

## Responsabilité Sociale et Environnementale
En tant que filiale de Johnson & Johnson, Janssen s'engage à assumer ses responsabilités sociales et environnementales. L'entreprise met en œuvre des initiatives durables pour minimiser son impact environnemental et contribuer positivement aux communautés dans lesquelles elle opère[réf. nécessaire].
Janssen continue de jouer un rôle clé dans l'industrie pharmaceutique mondiale en travaillant sur des solutions innovantes pour les défis de santé les plus pressants et en mettant l'accent sur la recherche, l'innovation et la responsabilité sociale. Avec un héritage de plus de six décennies dans la recherche pharmaceutique, Janssen poursuit sa mission d'améliorer la qualité de vie des patients à travers le monde[réf. nécessaire].